# Zigen
Zigen, ang. Siegenian - środkowe piętro dewonu dolnego, charakterystyczne dla rejonu Reńskich Gór Łupkowych i Ardenów. W podziale standardowym odpowiada środkowej części pragu. 
Jednostka używana w starszych podziałach stratygraficznych, jednak z powodu niedoskonałości definicji granic, wycofana z użycia w 1985 roku. Nazwa pochodzi od miasta Siegen w Niemczech.